# ژدانوف (ناحیه دوماژلیتسه)
ژدانوف (به چکی: Ždánov) یک منطقهٔ مسکونی در جمهوری چک است که در ناحیه دوماژلیتسه واقع شده‌است. ژدانوف ۳٫۳۶ کیلومتر مربع مساحت و ۱۳۲ نفر جمعیت دارد و ۴۳۲ متر بالاتر از سطح دریا واقع شده‌است.